# San José del Río (Aguascalientes)
San José del Río es una localidad del estado mexicano de Aguascalientes. Es parte del municipio de Asientos.

## Toponimia
El nombre «San José» hace referencia al santo patrono de la localidad: José de Nazaret.

## Demografía
| Gráfica de evolución demográfica |
|                                  |

| Censo | Población |
| ----- | --------- |
| 1910  | 73        |
| 1921  | 72        |
| 1930  | 113       |
| 1940  | 226       |
| 1950  | 219       |
| 1960  | 316       |
| 1970  | 492       |
| 1980  | 656       |
| 1990  | 745       |
| 2000  | 871       |
| 2010  | 983       |
| 2020  | 1 041     |